# Jock Robson
John Hardy „Jock” Robson (ur. 15 kwietnia 1899 w Innerleithen, zm. 1995) – szkocki piłkarz. Grał jako bramkarz.

## Kariera
W czasie I wojny światowej Robson służył w Seaforth Highlanders. Po powrocie grał w zespole Vale of Leithen. W listopadzie 1921 roku podpisał kontrakt z Arsenalem. Stał się trzecim bramkarzem klubu, po Erneście Williamsonie i Stephenie Dunnu. Z powodu niskiego wzrostu nie miał szans na debiut w pierwszym zespole, jednak słaba forma Williamsona i Dunna spowodowała, że 26 grudnia 1922 roku zagrał w spotkaniu z Boltonem Wanderers. Arsenal wygrał 5:0 i Robson zapewnił sobie miejsce w wyjściowym składzie.
W czasie sezonu 1922/1923 zaliczył 12 czystych kont w 20 spotkaniach. Przez następne dwa i pół roku był podstawowym graczem Arsenalu. Klub nie był w tym czasie w formie. W roku 1924 i 1925 bronił się przez spadkiem, jednak forma Robsona spowodowała, że klub nie został relegowany. W 1924 roku do Arsenalu przyszedł Dan Lewis i Robson nie występował już tak często w zespole.
Sezon 1925/1926 rozpoczął jako pierwszy bramkarz. W listopadzie 1925 roku Herbert Chapman podpisał kontrakt z Billem Harperem i Robson stracił miejsce w bramce Arsenalu. Ostatni występ w pierwszym składzie zaliczył 7 listopada 1925 roku w meczu z Manchesterem City. Po grze w rezerwach, w kwietniu 1926 roku Szkot przeszedł do Bournemouth & Boscombe Athletic. Następnie grał również w Montrose. Łącznie w Arsenalu Robson zagrał 101 razy.